# John Henry Ingram
John Henry Ingram, född den 16 november 1842 i London, död den 12 februari 1916, var en engelsk skriftställare. 
Ingram, som företog vidsträckta resor, var verksam som utgivare och översättare. Bland hans verk kan särskilt nämnas upplagor av och biografier över Edgar Allan Poe (1874, 1880, 1885 och 1888), Oliver Madox Brown, Elizabeth Barrett Browning, Thomas Chatterton och Christopher Marlowe samt "Eminent women series" (1883 ff.). 